# 모탈: 레전드 오브 토르
《모탈: 레전드 오브 토르》(영어: Mortal)는 2020년 공개된 미국, 영국, 노르웨이의 액션 판타지 영화이다.

## 출연

### 주연
- 냇 울프 : 에릭 역
- 이븐 M. 에이커리 : 크리스틴 역
- 프리앙카 보세 : 해서웨이 역

### 조연
- 아서 하카라티 : 올레 역
- 페르 프리슈 : 헨릭 역
- 아니아 노바 : 올레의 여동생 역
- 페르 이길 아스케 : 비온 역